# 刘奇葆
刘奇葆（1953年1月30日—），安徽宿松人，中国共产黨、中华人民共和国政治人物，原副国级领导人。安徽师范大学历史系毕业，吉林大学经济学硕士。曾任中共广西壮族自治区党委书记，中共四川省委书记，中共中央宣传部部長，第十三届全国政协副主席。中共第十六届中央候补委员，第十七、十八、十九届中央委员，第十八届中央政治局委员、中央书记处书记。

## 生平

### 早年经历
刘奇葆出生在安徽省安庆市宿松县靠近长江北岸的金坝村，在家中四个子女中排行第二。1971年12月加入中国共产党。中学毕业后，刘奇葆回乡务农，曾先后担任过生产队指导员、大队党支部委员、团支部书记等职。后获中共组织推荐，进入安徽师范大学学习，成为“工农兵学员”。1974年毕业后，刘奇葆被分配到中共安徽省委机关，先后在省委宣传部理论研究室、省委办公厅秘书处工作，担任省委书记万里的秘书。

### 仕途
1980年，万里调中央工作后，刘奇葆被安排到共青团安徽省委，并迅速获得提升，历任宣传部副部长、部长，共青团安徽省委副书记、书记；1984年2月，开始挂职中共宿州市委副书记、市长，时年31岁。1985年11月，刘奇葆被调往共青团中央，任团中央书记处书记兼机关党委书记，和宋德福、刘延东、李克强、李源潮等人成为同事。因此，外界也将刘奇葆列为“團派”官员。
1993年，刘奇葆离开共青团系统，以人民日报社副总编辑的职务为“跳板”；一年后，进入由罗干主持的国务院机关，出任国务院副秘书长兼国务院信息化领导小组副组长、中共中央精神文明办公室副主任，先后协助罗干、王忠禹两位国务院秘书长的工作。
2000年9月，刘奇葆奉调出任中共广西壮族自治区党委副书记兼自治区党校校长；2006年6月，升任自治区党委书记；2007年1月，当选为自治区人大常委会主任。
2007年11月，转任中共四川省委书记；次年1月，兼任四川省人大常委会主任。在川期间，刘奇葆参与处理了汶川地震、王立军事件等重要事件。
2012年11月，在中共十八届一中全会上，刘奇葆晋升中央政治局委员、中央书记处书记，跻身党和国家领导人，同时接任中宣部部长。
2017年10月，当选第十九届中央委员，但未连任中央政治局委员。有分析认为，刘奇葆落选新一届政治局，表明高层对宣传系统过去五年的工作不满意。一些舆论认为，中宣部官僚气息太重，宣传思维和方式十分陈旧，跟不上习近平所要求的新时代发展步伐，在舆论引导和管理上也缺乏新意，经常招致舆论批评。
2018年3月，当选第十三届全国政协副主席，至2023年3月卸任。

## 家族
- 父亲：刘象成，已去世。[5]
- 母亲：姓名不详（1932年－），仍然在老家安徽省宿松县金坝村居住。[6]
  - 姐姐：姓名不详，陪伴母亲，仍然在老家安徽省宿松县金坝村居住。
  - 大弟：刘奇根。
  - 小弟：刘奇华。